# Магас (столица Алании)
Мага́с — столица древнего Аланского государства; исчезнувший город, известный историкам по упоминаниям в арабских, персидских и китайских хрониках в X—XIV вв. Часто отождествляется с городом в Восточной Европе, имеющим созвучное название и полностью разрушенным в результате монгольского нашествия.

## География
Ориентиры местонахождения столицы Алании даёт арабский автор X века Ибн Руста:

«Ты выходишь налево (на запад) от царства Сарир и, пройдя три дня пути среди гор и лугов, прибываешь в царство Ал-лан (алан)».
Тот же отрывок из сочинения Ибн Руста в переводе Н. А. Караулова звучит немного иначе:

«Выйдя с левой стороны владений царя Серир, идёшь в течение трёх дней по горам и лугам и, наконец, приходишь к царю аланов».
Подобные сведения содержатся и в работе арабского автора XI века Аль-Бакри, который пишет:

 «…налево от крепости царя Серир есть дорога, ведущая путешественников по горам и лугам после трех дней в страну царя аланов».

### Идентификация местоположения
Исходя из данных исторических хроник и археологических раскопок, исследователями выдвинуто несколько версий о местонахождении Магаса. Его отождествляют с Джулатом в Кабардино-Балкарии , Нижне-Архызским городищем, Алхан-Калинским городищем и комплексом городищ, находящихся в районе современных населенных пунктов город Беслан, село Зильги, Хумалаг, Заманкул, Республики Северная Осетия-Алания, а также Назрановского района Ингушетии: селений Яндаре Экажево, Али-Юрт, Сурхахи, а также г. Назрани и часть территории современного г. Магаса, то есть в местности, где зафиксированы более 30 городищ и поселений, оборонительные рвы, соединяющие между собой городища, валы, многочисленные погребальные памятники аланского времени. По мнению В. Б. Виноградова, данный район группы памятников — один из крупнейших на Северном Кавказе. По предположению А. Алеманя, названный у Гильома Рубрука Castellum Alanorum может быть Магасом. В 2020 году учёный из Университета Гента Джон Лэтам-Спринкл высказал предположение, что Магас соответствует местоположению Ильичёвского городища на территории современного Краснодарского края.

## История
Впервые Магас упоминается в работе арабского автора Масуди в 943 году.
В 1235 году в Каракоруме — столице Монгольской империи на курултае было принято решение о необходимости совершить грандиозный завоевательный поход в Восточную Европу. Согласно известиям Джувейни, Рашид-ад-Дина, «Юань ши» и другим, монголы во главе с Мункэ атаковали город Минкас (М.к.с, Ме-це-сы) на рубеже 1239/40 годов и столкнулись с ожесточённым сопротивлением. Согласно «Юань ши», город был аланским, и часто отождествляется с Магасом.

## Описание
В период своего расцвета, Магас представлял собой огромный по меркам Кавказа по тем временам город с более чем 15 тысячами жителей. В Магасе были широко распространены письменность, религиозное просвещение, высокохудожественные ремесла и стекло. Даже шелковые ткани, столь ценные во всех европейских странах, здесь шли на украшение повседневных одежд взрослых и детей.
Таким изобилием город и вся Алания были обязаны выгодному географическому положению — по территории аланского государства проходили стратегические маршруты евразийского Великого Шелкового пути. Караваны с товарами шли через горные перевалы к Чёрному морю, а уже оттуда на кораблях отправлялись в Византию и Египет.

## Комментарии
1. ↑  У Джувейни разрушенный монголами город назван русским, у Рашид ад-Дина не уточняется.